# Bergen (konwencja)
Bergen (także Podniesienia Bergena, ang. Bergen Raises) to brydżowa konwencja licytacyjna opracowana przez amerykańskiego eksperta Martiego Bergena w oparciu o Prawo Lew Łącznych.
Głównym założeniem konwencji jest zróżnicowanie podniesień koloru starszego w zależności od ilości posiadanych atutów, odpowiedzi wyglądają następująco:
- dwa w kolor otwarcia to konstruktywne (7-10PH) podniesienie z fitem trzykartowym,
- trzy w kolor otwarcia to blokujące (0-6PH) podniesienie z fitem czterokartowym,
- 3♣ to podniesie z fitem czterokartowym i siła 6-9PH,
- 3♦ obiecuje fit czterokartowy i siłę 10-12PH,
- 3 w drugi kolor starszy to układowa ręka z fitem czterokartowym i krótkością w kolorze bocznym - otwierający może spytać o krótkość odzywką typu relay.

Uzupełnieniem Bergena jest Forsujące BA, które może być dane z siła 10-12PH i fitem trzykartowym.
Niektóre pary używające tej konwencji zamieniły znaczenie odzywek 3♣ i 3♦.